# سانتوتومه
سانتوتومه (به اسپانیایی: Santo Tomé) یک منطقهٔ مسکونی در آرژانتین است که در بخش لا کاپیتال (سانتافه) واقع شده‌است. سانتوتومه ۷۹ کیلومتر مربع مساحت و ۶۵٬۶۸۴ نفر جمعیت دارد و ۱۹ متر بالاتر از سطح دریا واقع شده‌است.